# Braunschweig-Gliesmarode (stacja kolejowa)
Braunschweig-Gliesmarode – stacja kolejowa w Brunszwiku, w kraju związkowym Dolna Saksonia, w Niemczech. Znajduje się tu 1 peron.